# Ватерло, Антони
Антони Ватерло (нидерл. Anthonie Waterloo, 6 мая 1609, Лилль или Утрехт — 23 октября 1690, Утрехт) — голландский живописец, акварелист, рисовальщик и гравёр, мастер офорта Золотого века искусства Голландии.

## Жизнь и творчество
Считается, что Ватерло родился в Рисселе (Лилль), тогда в Испанских Нидерландах, ныне в северной Франции. Его матерью была Магдалена Вайян, которая в 1621 году стала членом Валлонской церкви (французская реформатская церковь в северных провинциях Нидерландов) в Амстердаме, а затем и он в 1630 году стал прихожанином этой церкви.
Мало что известно о молодости Антони, и, поскольку никаких записей о каком-либо официальном обучении в качестве художника не обнаружено, он вполне мог быть самоучкой. В возрасте двадцати одного года Антони Ватерло был принят в гильдию Святого Луки в Утрехте.
Арнольд Хоубракен ошибочно утверждал, что Антони Ватерло не был женат. Однако известно, что 7 апреля 1640 года он женился в Амстердаме на Катарине ван ден Дорп (ок. 1605—1674), вдове художника и торговца произведениями искусства Элиаса Хомиса). Дочь Катарины Элизабет Хомис была замужем за тремя художниками подряд: Йоханнесом Крооном, Яном Якобсом ван ден Бруком и Маркусом Кортсом. У супругов Ватерло было по меньшей мере шестеро крещённых детей, большинство из которых умерли молодыми. Их сын Авраам (крещён 20 февраля 1641 года) женился в 1676 году.
В 1653 году Антони Ватерло переехал в Леуварден. В 1654 году он похоронил дочь в Амстердаме, затем в 1655 году уехал в Маарсен, где жил до 1676 года. В течение длительного времени он писал свои картины, в основном пейзажи, в небольшом доме между Маарсеном и Брукеленом близ Утрехта. В дополнение к продаже своих рисунков и гравюр Антони Ватерло, вероятно, развернул широкую торговлю произведениями искусства.
По словам Хоубракена, он дружил с Яном Вениксом, с которым писал картины совместно: на пейзажах Ватерло, Ян вырисовывал изображения людей и животных. Художник много путешествовал, совершил поездку вдоль Рейна, после которой осталось множество зарисовок и гравюр. Путешествовал в Германию, Швейцарию, Францию, Польшу и, возможно, Италию. Изучал произведения знаменитых пейзажистов, таких как Якоб ван Рёйсдал, Симон де Влигер, Рулант Рогман и Аллар ван Эвердинген.
Ватерло был одним из первых художников, чья репутация основана почти исключительно на его работе в качестве рисовальщика. Картины маслом работы Ватерло относительно редки, но его многочисленные рисунки лесных сцен и других видов находятся в коллекциях в Берлине, Мюнхене, Гамбурге, Вене, Амстердаме и Лондоне. Например, в каталоге рисунков 1931 года перечислены 29 работ Ватерло. Художник также создал множество офортов, которые увеличили его популярность и распространили его влияние на следующее столетие и далее вплоть до французских художников-барбизонцев середины XIX века. В то время как в больших офортах и рисунках Ватерло (некоторые почти размером с его картины) тщательно прорисованы мельчайшие детали, его небольшие по размеру рисунки видов горных долин отличаются почти импрессионистической атмосферой — перспектива уводит взгляд в холмистую даль .[4] Эти рисунки, возможно, были известны английскому художнику-пейзажисту Александру Козенсу, одному из создателей стилевого течения пикчуреск в английском искусстве XVIII века и, в свою очередь, могли оказать влияние на молодого Уильяма Тёрнера.
Художник скончался в возрасте около восьмидесяти лет (приблизительно в 1690 году) в госпитале Св. Иова в Утрехте.

## Галерея

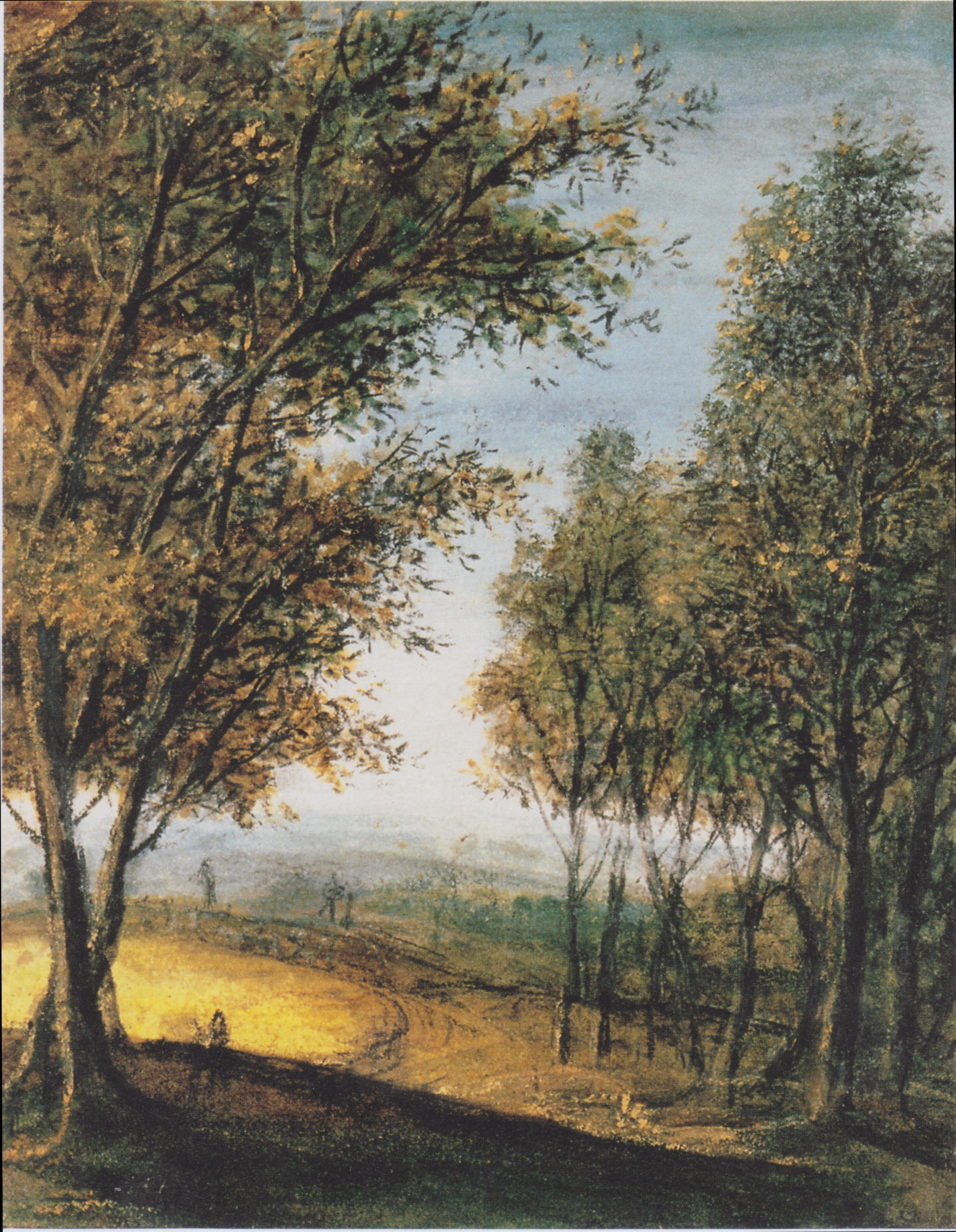
На опушке леса. Бумага, акварель, уголь, мел. Классическое собрание, Веймар
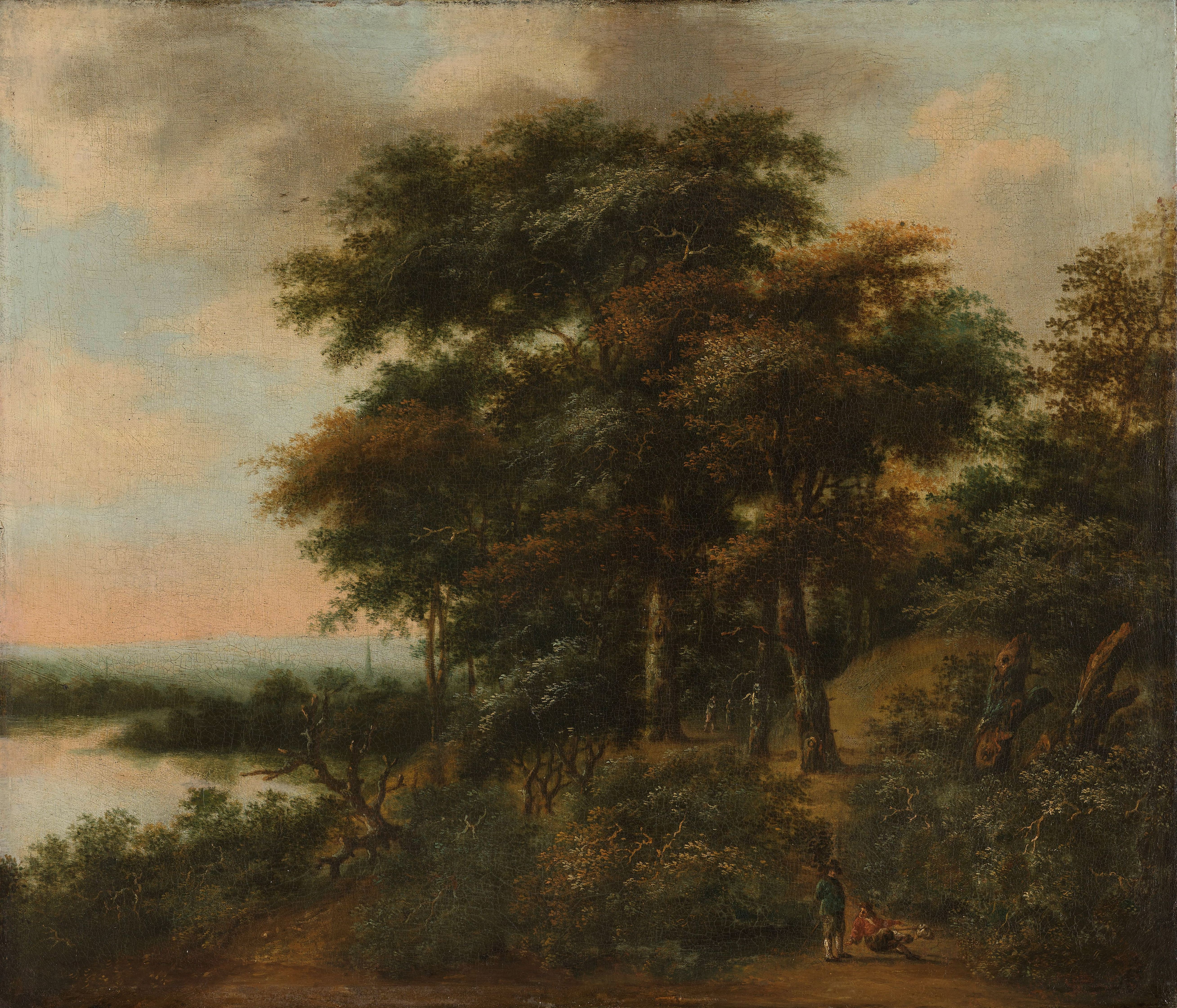
Лесной пейзаж. Между 1640 и 1690. Холст, масло. Рейксмюсеум, Амстердам
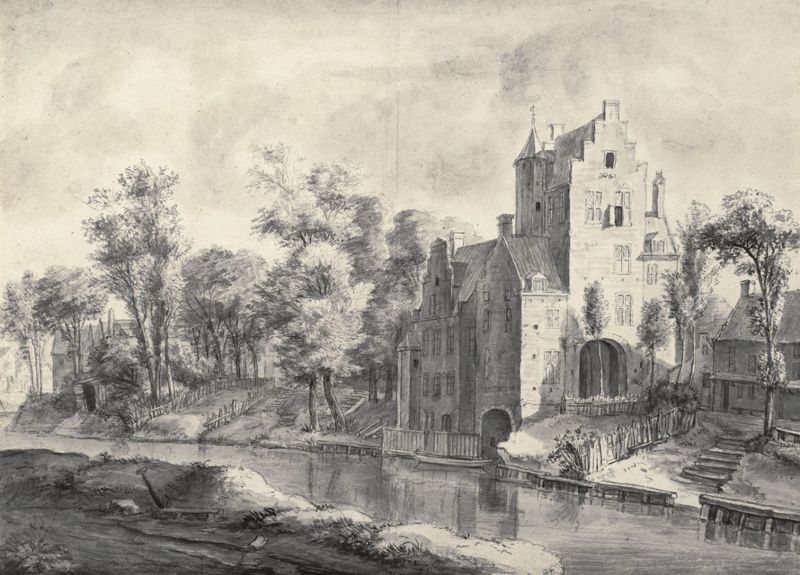
Пеллекусские ворота в Утрехте. 1890-е. Бумага, чёрная акварель, перо, кисть. Частное собрание
Ворота в имение. Бумага, акварель, перо, кисть. Частное собрание
Деревья у воды. Голубая бумага, уголь. Штеделевский художественный институт, Франкфурт-на-Майне
Тропинка вдоль деревьев и хижины. Бумага, чёрная акварель, кисть. Штеделевский художественный институт, Франкфурт-на-Майне
Пейзаж. Бумага, сангина. Штеделевский художественный институт, Франкфурт-на-Майне
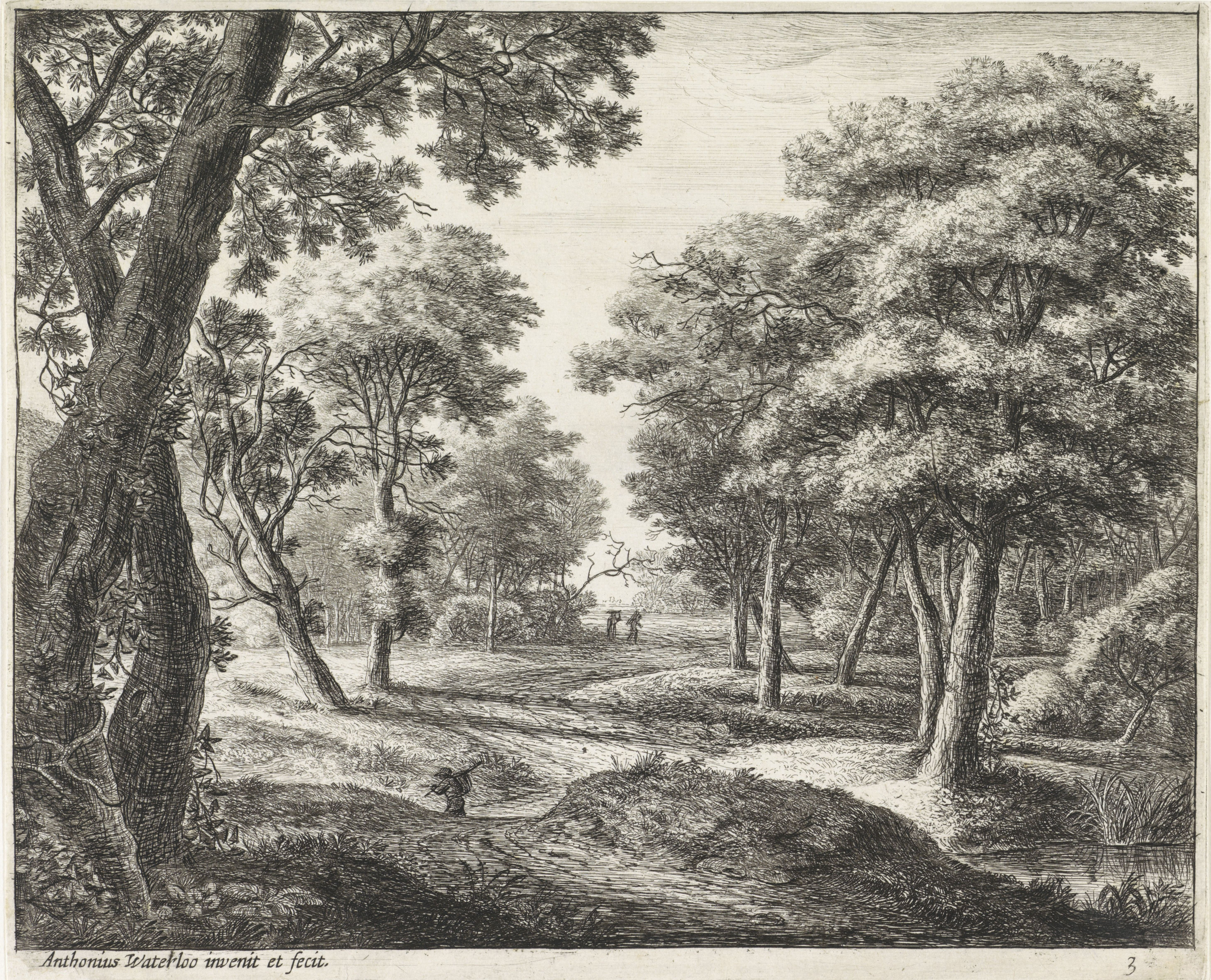
Лесная тропа. Офорт. Рейксмюсеум, Амстердам
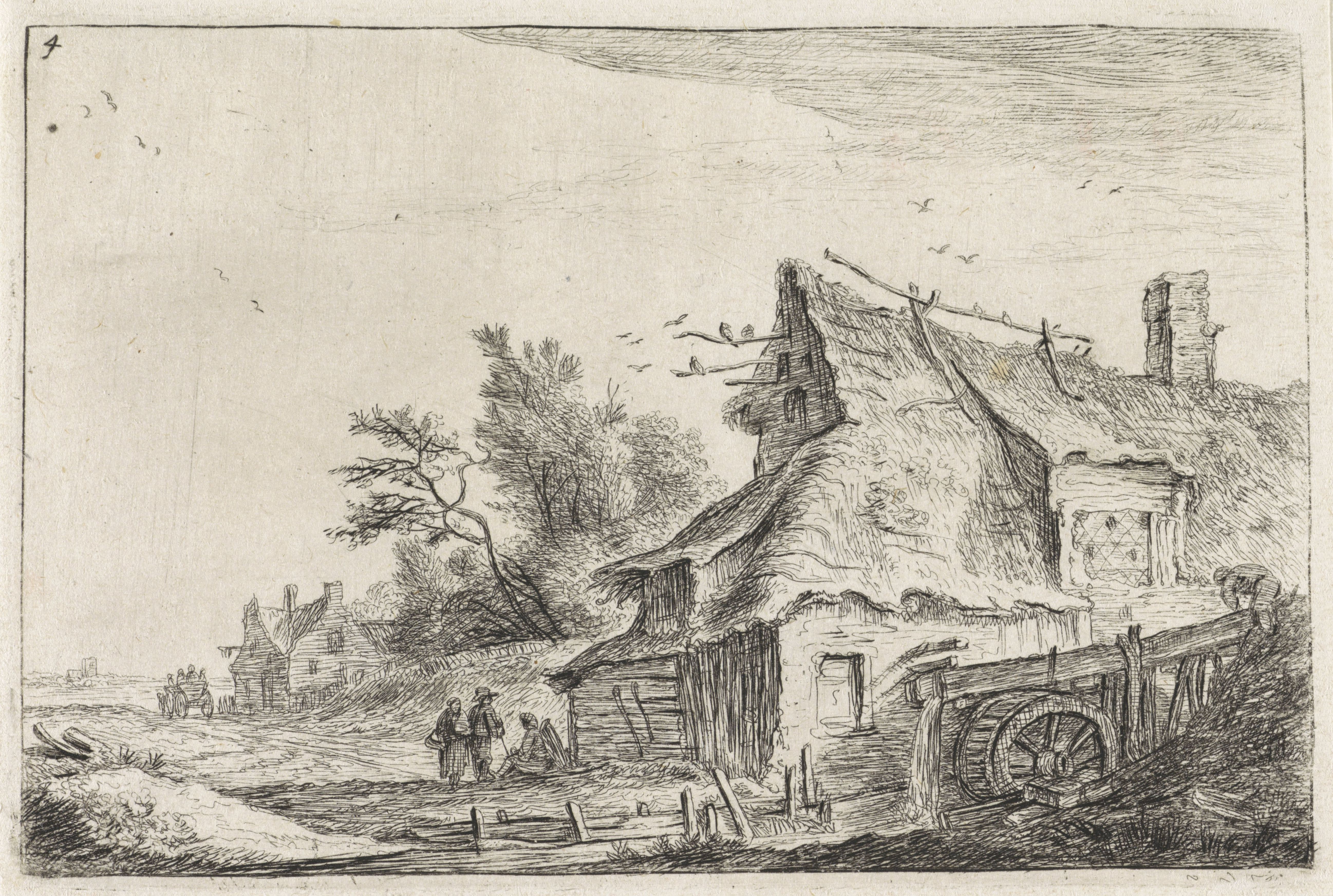
Вид на деревню с водяной мельницей. Офорт. Рейксмюсеум, Амстердам